# 고이케 류타
고이케 류타(일본어: 小池 龍太, 1995년 8월 29일 ~ )는 일본의 축구 선수이다.

## 구단 경력
그는 2015년부터 J리그의 레노파 야마구치 FC, 가시와 레이솔, 요코하마 F. 마리노스에서 뛰었다.

## 국가대표팀 경력
그는 2022년 EAFF E-1 풋볼 챔피언십에 참가할 일본 국가대표팀에 발탁되었으며, 7월 24일 중국와의 경기에서 데뷔했다. 대회 우승. 그는 국제 A매치 통산 2경기에 출전했다.

## 통계
| 일본 | 일본 | 일본 |
| 연도 | 출전 | 득점 |
| ---- | ---- | ---- |
| 2022 | 2    | 0    |
| 통산 | 2    | 0    |